# ذبیح‌الله قوچانی
ذبیح‌الله قوچانی (۱۲۷۴ قمری، قوچان - ۱۳۳۵ قمری) مجتهد و از فعالان مشروطیت بود. وی شب یکشنبه، هشتم جمادی الثانی ۱۲۷۴ق. در قوچان به دنیا آمد. قوچانی در نجف، از شاگردان میرزای شیرازی و میرزا حبیب الله رشتی، فاضل شربیانی، فاضل ایروانی و آخوند خراسانی بود. وی کتاب بدیع الفقهیه و تقریراتی در فقه و اصول دارد. وی ۱۳۱۹ قمری به قوچان بازگشت و سپس به مشهد مهاجرت کرد و به تدریس عالی مشغول شد. وی به ترغیب آخوند خراسانی (در سال ۱۳۲۴ق) در مشروطیت مشهد نقش فعال داشت و با مساعدت علما ابتدا مخفیانه انجمن معدلت رضوی ایجاد کردند که مقدمه انجمن ایالتی و ولایتی خراسان بود این انجمن در تعیین نمایندگان اولین دوره مجلس شورای ملی از مشهد نقش داشت. میرزا حبیب الله مجتهد، سید اسدالله قزوینی و سپس ۱۳۲۸ق قوچانی ریاست انجمن را عهده‌دار بودند. هنگام تضعیف مخالفان، آخوند خراسانی برای تقویت انجمن از آن نام انجمن مقدس ملی مشهد یا کرد. با درگذشت آخوند خراسانی (۱۳۲۹ ق) و سپس به توپ بسته شدن حرم رضوی (۱۳۳۰ق) و حضور روسها در خراسان انجمن در سال ۱۳۳۳ قمری منحل شد. قوچانی تولیت مدرسه عوضیه را نیز بعهده داشت. شب چهارشنبه، بیستم جمادی الاولی ۱۳۳۵ ق در سن ۶۱ سالگی در مشهد درگذشت و در دارالسیاده دفن شد.